# Michael Krieg-Helbig
Michael Krieg-Helbig (* 18. Mai 1945) ist ein deutscher Schauspieler.

## Leben
Michael Krieg-Helbig wurde 1945 als Sohn des Schauspielers Otto Krieg-Helbig (1898–1976) und der Schauspielerin und Malerin Ursula Krieg-Helbig (1923–2007) geboren. Sein zwei Jahre später geborener Bruder Peter Krieg-Helbig (1947–1983)  wurde ebenfalls Schauspieler.
Nach einer Berufsausbildung als Rundfunk- und Fernsehmechaniker studierte Michael ab 1967 an der Theaterhochschule „Hans Otto“ in Leipzig. Nach dem erfolgreichen Abschluss bekam er sein erstes Engagement 1971 am Theater der Stadt Cottbus. Fünf Jahre später wechselte er an das Magdeburger Theater, an dem Peter Sodann als Schauspieldirektor tätig war. Doch die Cottbusser konnten ihn zurückgewinnen und so wurde er dort ununterbrochen bis zum Renteneintritt 2010 ein festes Ensemblemitglied. So spielte er innerhalb von 33 Jahren in über 130 Inszenierungen und mindestens ebenso vielen Rollen zur Freude der Cottbusser Zuschauer.
Seit 2013 wirkt er häufig als Schauspieler in den Aufführungen der Kleinen Komödie Cottbus – TheaterNative C mit.

## Filmografie
- 1971: Salut Germain (Fernsehserie, 1 Episode)
- 1973: Eva und Adam (Fernseh-Vierteiler, 3. Teil)
- 1974: Aber Vati! (Fernseh-Vierteiler, 2. Teil)
- 1981: Polizeiruf 110: Alptraum (Fernsehreihe)
- 1999: Bis zum Horizont und weiter

## Theater
- 1975: László Gyurkó: Elektra, Geliebte (Clown) – Regie: Ekkehard Dennewitz (Theater der Stadt Cottbus)
- 1979: Helmut Käutner nach Eugène Scribe: Das Glas Wasser oder Barock and Roll (Arthur Masham) – Regie: Wolf Sabo (Theater der Stadt Cottbus)
- 1979: William Shakespeare: Der Widerspenstigen Zähmung – Regie: Christoph Brück (Theater der Stadt Cottbus)
- 1993: William Shakespeare: Othello (Montano) – Regie: Christoph Schroth  (Staatstheater Cottbus)
- 1995: Molière: Der Geizige – Regie: Alejandro Quintana (Staatstheater Cottbus)
- 1995: Heiner Müller: Die Umsiedlerin oder Das Leben auf dem Lande (Flüchtling/Sieber) – Regie: Christoph Schroth  (Staatstheater Cottbus)
- 1995: Bertolt Brecht/Kurt Weill: Die Dreigroschenoper – Regie: Christoph Schroth  (Staatstheater Cottbus)
- 1996: Erwin Strittmatter: Ole Bienkopp – Regie: Christoph Schroth  (Staatstheater Cottbus)
- 1996: Johann Wolfgang von Goethe: Urfaust (Penner) – Regie: Andreas Dresen (Staatstheater Cottbus)
- 1997: Peter Dehler: Die Olsenbande dreht durch (Victor, das Dumme Schwein) – Regie: Peter Dehler (Staatstheater Cottbus)
- 1999: Friedrich Schiller: Die Verschwörung des Fiesco zu Genua – Regie: Alejandro Quintana  (Staatstheater Cottbus)
- 2000: William Shakespeare: Wie es euch gefällt – Regie: Alejandro Quintana (Staatstheater Cottbus)
- 2006: Musical: Über sieben Betten musst du gehn (Manfred Fliege, Versicherungskaufmann) – Regie: Reiner Flath (Staatstheater Cottbus)
- 2007: Heinrich von Kleist: Die Familie Schroffenstein (Sylvius, Graf von Schroffenstein, aus dem Haus Warwand) – Regie: Bernd Mottl (Staatstheater Cottbus)
- 2009: Carl Zuckmayer: Der Hauptmann von Köpenick – Regie: Peter Kupke (Staatstheater Cottbus)
- 2009: John von Düffel nach Theodor Storm: Der Schimmelreiter – Regie: Mario Holetzeck (Staatstheater Cottbus)
- 2009: Henrik Ibsen: Ein Volksfeind (Gerbermeister) – Regie: Christian Schlüter (Staatstheater Cottbus)
- 2009: Bert Koß: Lehrer sollten nackt nicht tanzen – nicht vor ihren Schülern – Regie: Mario Holetzeck (Staatstheater Cottbus)
- 2013: Winfried Reinehr: O Tannenbaum (Familienvater) – Regie: Gerhard Printschitsch (Kleine Komödie Cottbus – TheaterNative C)
- 2015: Stefan Vögel: Die süßesten Früchte – Regie: Gerhard Printschitsch (Kleine Komödie Cottbus – TheaterNative C)
- 2015: Marc Camoletti: Flitterwochen zu dritt – Regie: Gerhard Printschitsch (Kleine Komödie Cottbus – TheaterNative C)
- 2018: Lutz Keßler nach Heinrich Spoerl: Die Feuerzangenbowle (Lehrer Crey u. a.) – Regie: Gerhard Printschitsch (Kleine Komödie Cottbus – TheaterNative C)